# Anthony Powell

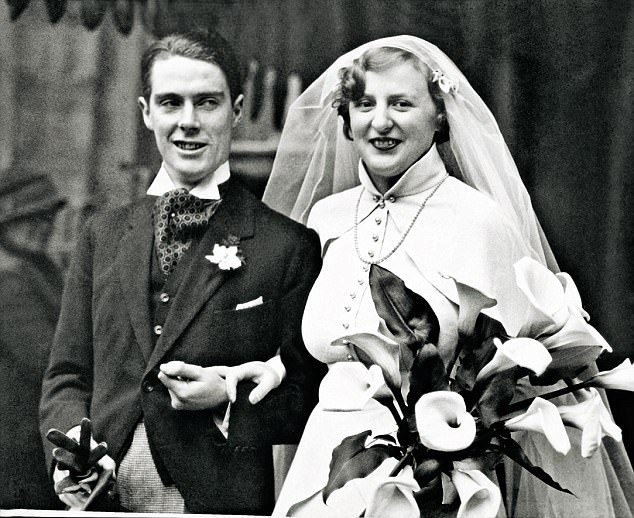
Anthony Powell (1934)

Anthony Dymoke Powell, CH, CBE (Westminster, 21 de diciembre de 1905 - 28 de marzo de 2000), fue un novelista británico muy conocido por su obra A Dance to the Music of Time, traducida al español como Una danza para la música del tiempo, monumental obra en doce volúmenes publicada entre 1951 y 1975. Fue hijo de un oficial del Welch Regiment.
Powell fue considerado por escritores como Evelyn Waugh y Kingsley Amis como uno de mejores novelistas británicos del siglo XX, y ha sido el equivalente inglés de Marcel Proust. Las obras de Powell siguen imprimiéndose continuamente, y sus obras han sido adaptadas para la TV. 

## Obra publicada
A Dance to the Music of Time 1951-1975, serie compuesta por las siguientes novelas:
- 1951 - A Question of Upbringing, («Un problema de formación»)
- 1952 - A Buyer's Market («Un mercado de compradores»)
- 1955 - The Acceptance World («El mundo de la aceptación»)
- 1957 - At Lady Molly's («En casa de Lady Molly»)
- 1960 - Casanova's Chinese Restaurant («El restaurante chino Casanova»)
- 1962 - The Kindly Ones («Los bondadosos»)
- 1964 - The Valley of Bones («El valle de los huesos»)
- 1966 - The Soldier's Art («El arte del soldado»)
- 1968 - The Military Philosophers («Los filósofos militares»)
- 1971 - Books Do Furnish a Room («Los libros sí amueblan una habitación»)
- 1973 - Temporary Kings («Reyes temporales»)
- 1975 - Hearing Secret Harmonies («Escuchando armonías secretas»)

Otros libros
- Venusberg, 1961
- Afternoon men, 1963
- Under review: further writings on writters, 1946-1990, 1994

## Libros en español
- El rey pescador, 1989
- Una danza para la música del tiempo: primavera, 2000
- Una danza para la música del tiempo: verano, 2001
- Una danza para la música del tiempo: otoño, 2002
- Una danza para la música del tiempo: invierno, 2003